# 福布斯冰川 (法利埃海岸)
福布斯冰川（英語：Forbes Glacier），是南極洲的冰川，位於葛拉漢地的法利埃海岸，最終注入斯奎爾灣東北端，以蘇格蘭的物理學家命名，現時由南極條約體系管理。